# Municipio de Grafton (Ohio)
El municipio de Grafton (en inglés: Grafton Township) es un municipio ubicado en el condado de Lorain en el estado estadounidense de Ohio. En el año 2010 tenía una población de 2833 habitantes y una densidad poblacional de 43,25 personas por km².

## Geografía
El municipio de Grafton se encuentra ubicado en las coordenadas 41°13′50″N 82°1′1″O / 41.23056, -82.01694. Según la Oficina del Censo de los Estados Unidos, el municipio tiene una superficie total de 65.5 km², de la cual 65.28 km² corresponden a tierra firme y (0.33%) 0.22 km² es agua.

## Demografía
Según el censo de 2010, había 2833 personas residiendo en el municipio de Grafton. La densidad de población era de 43,25 hab./km². De los 2833 habitantes, el municipio de Grafton estaba compuesto por el 97.81% blancos, el 0.32% eran afroamericanos, el 0.11% eran amerindios, el 0.18% eran asiáticos, el 0.14% eran isleños del Pacífico, el 0.32% eran de otras razas y el 1.13% pertenecían a dos o más razas. Del total de la población el 1.84% eran hispanos o latinos de cualquier raza.